# Morfolina
Morfolina é um composto heterocíclico orgânico hexagonal saturado em que um oxigênio e um nitrogênio ocupam posições opostas do hexágono.

## Aplicação
É usado como solvente de resinas, ceras, caseínas, tintas; emulsificante em indústrias de materiais de limpeza, para pastas polidoras de automóveis, calçados e assoalhos; emulsionante de parafina e óleos minerais; acelerador de vulcanização; catalisador; herbicida/inseticida; síntese orgânica de substâncias derivadas da morfolina; síntese na fabricação de branqueadores ópticos; inibidor de corrosão, entre outras aplicações no ramo de tratamento de água.
1. ↑  National Institute for Occupational Safety and Health (2000). «MORPHOLINE». International Chemical Safety Cards. Consultado em 5 de novembro de 2005. Arquivado do original em 25 de dezembro de 2007